# Ergnies
Ergnies é uma comuna francesa na região administrativa de Altos da França, no departamento de Somme. Estende-se por uma área de 1,96 km². Em 2010 a comuna tinha 180 habitantes (densidade: 91,8 hab./km²).